# 南あわじ市立湊小学校
南あわじ市立湊小学校（みなみあわじしりつ みなとしょうがっこう）は、兵庫県南あわじ市湊里にある公立小学校。　

## 沿革
- 1888年(明治21年)4月1日 - 湊簡易小学校開校。
- 1892年(明治25年)7月1日 - 湊尋常高等小学校と改称。
- 1910年(明治43年)3月3日 - 湊村立尋常高等小学校と改称。
- 1927年(昭和2年)9月1日 - 湊町立湊小学校と改称。
- 1941年(昭和16年)4月1日 - 湊国民学校と改称。
- 1947年(昭和22年)4月1日 - 湊町立湊小学校と改称。
- 1957年(昭和32年)4月1日 - 町村合併により西淡町立湊小学校と改称。
- 2005年(平成17年)1月11日 - 南あわじ市の発足により南あわじ市立湊小学校と改称。

## 通学区域
- 南あわじ市湊地区[1]

## 進路状況
ほとんどの児童は南あわじ市立西淡中学校へ進学する。

## 著名な出身者
- 加地亮（サッカー選手）

## 通学区域が隣接している学校
- 南あわじ市立松帆小学校
- 南あわじ市立志知小学校
- 南あわじ市立辰美小学校